# Douglas Adams

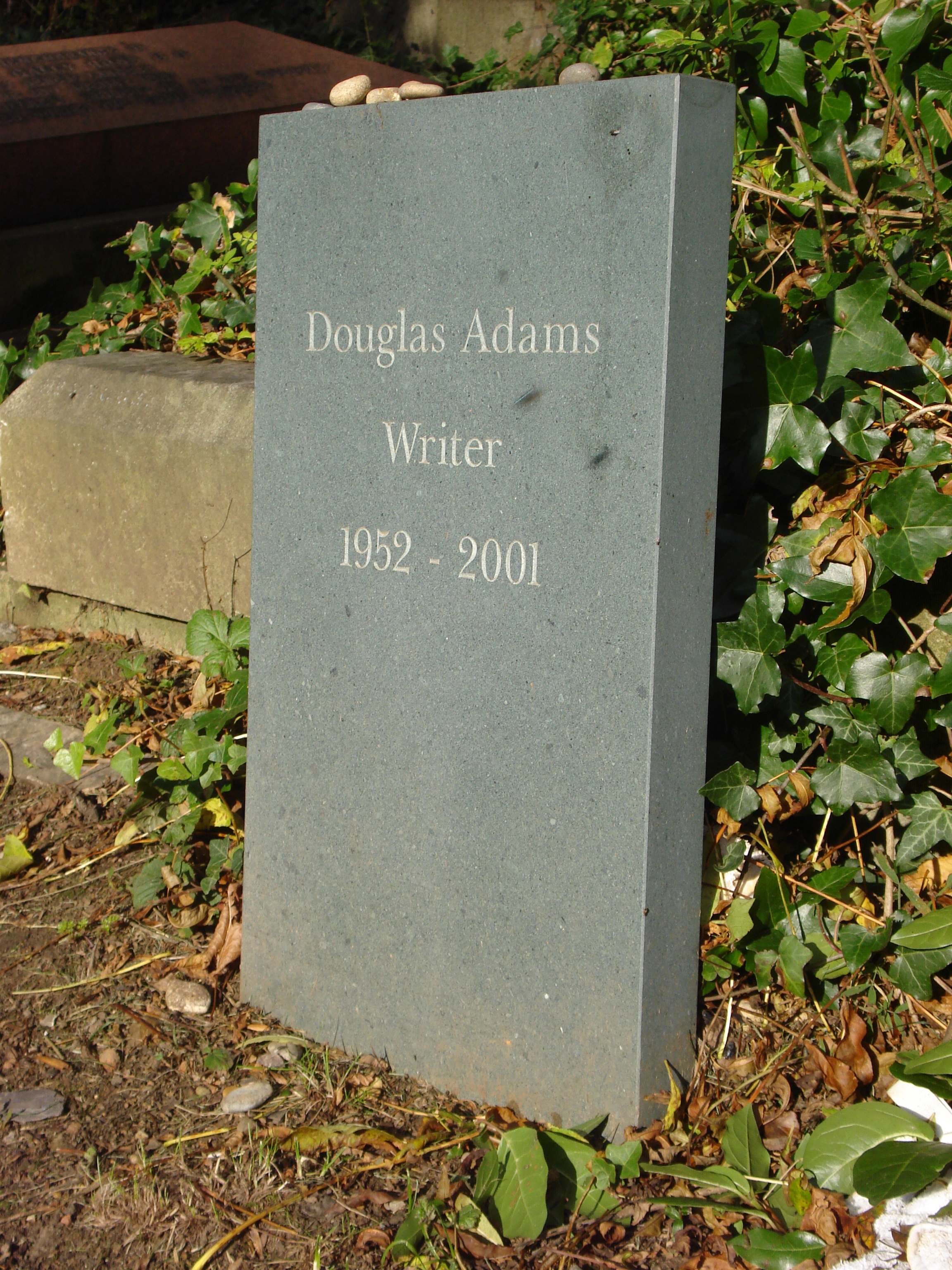
Douglas Adams sírja a Highgate temetőben, Londonban

Douglas Noel Adams (Cambridge, Anglia, 1952. március 11. – Santa Barbara, Kalifornia, 2001. május 11.) angol író.
Legismertebb műve a Galaxis útikalauz stopposoknak, mely 1978-ban indult útjára a BBC rádiós komédiájaként, majd később egy öt könyvből álló „trilógiává” nőtte ki magát, mely több mint 15 millió példányban kelt el az író életében; ezt követte egy televíziós sorozat, rengeteg színpadi mű, képregények, egy számítógépes játék, és 2005-ben egy játékfilm ugyanezen a címen. Adams hozzájárulását a brit rádiózáshoz az angol Radio Academy azzal jutalmazta, hogy beválasztotta hírességeinek csarnokába.
Az ő műve Dirk Gently holisztikus nyomozóirodája (1987), A lélek hosszú, sötét teadélutánja (1988), valamint társszerzője Az Élet Értelme (1983), az Utoljára látható (1990) és a Ki vagy, doki? televíziós sorozat három történetének (ezek a The Pirate Planet, a City of Death és a Shada). Posztumusz kiadásban megjelent munkáinak egy gyűjteménye, valamint 2002-ben egy félbehagyott regény A kétség lazaca címmel.
Adams az állatok és a környezetvédelem nagy barátjaként is ismert, emellett a gyors autók, kamerák, és az Apple Macintosh szerelmese volt. Hűséges ateista, elhíresült arról az elképzeléséről, hogy egy érző pocsolya, amely egy reggel felébred és azt gondolja: „Ez egy érdekes világ, amelyben vagyok – egy érdekes mélyedés – egész jól beleillek, nem? Tulajdonképpen döbbenetesen jól illik rám, biztosan arra teremtetett, hogy én benne legyek!” (Szabad ford. az angol Wikipédia szócikke alapján.)
A biológus Richard Dawkins Isteni Téveszme (2006) című könyvét neki ajánlotta, a haláláról így emlékezve meg: „a tudomány elvesztett egy barátot, az irodalom egy szellemi nagyságot, a hegyi gorilla és a fekete orrszarvú egy gáláns védelmezőt.”[forrás?]
Rajongói az ő emlékére szervezik meg minden évben május 25-én a törülközőnapot.

## Gyermekkora
Janet Adams (született: Janet Donovan) és Christopher Douglas Adams gyermekeként jött a világra az angliai Cambridge-ben. Susan, a testvére három évvel később született; a szüleik 1957-ben elváltak. Douglas és Susan anyjuk szüleihez költöztek, egy RSPCA állatmenhelyen éltek az essex-i Brentwoodban, amely hely adottságai állítólag közrejátszottak Adams szénanáthájának és allergiájának kialakulásában.
Adams édesapja elvette Mary Judith Stewartot (született: Judith Robertson) 1960 júliusában, ebből a házasságból született féltestvére, Heather. Édesanyjának újbóli házasságából két további féltestvére született, Jane és James Thrift.

## Iskolai évek
Adams az essexi Brentwoodban végezte az elemi iskolát. Hatévesen a Brentwood Schoolba felvételizett, melynek öregdiákjai Robin Day, Jack Straw, Noel Edmonds és David Irving. Griff Rhys Jones egy évvel alatta járt, és egy osztályba Charles Thomsonnal. Előkészítő iskolába járt 1959–1964 között, majd 1970 decemberéig a központi iskolába. Korábbi osztályfőnöke, Frank Halford ezt mondta róla: „Több száz gyermek járt az iskolába, de Douglas Adams valóban kiemelkedett közülük – szó szerint. Természetellenesen magas volt, és a térdnadrágjában kevéssé tűnt öntudatosnak. Mégis a képessége, hogy első osztályú történeteket írt, tette ragyogóvá.” Adams már 12 évesen 1,83 m magas volt, végül 1,96 m magasságig nőtt. „Az osztályfőnök nem azt mondta, ’találkozzunk az óra alatt’, vagy ’találkozzunk a háborús emlékmű alatt’, hanem ’találkozzunk Adams alatt’.” Ő volt az egyetlen tanuló, aki tízből tízet ért el Halfordnál egy fogalmazásáért, ez olyasmi volt, amire az élete hátralevő részében végig emlékezett, különösen az írói válsága alatt.
Néhány korai írása megjelent az iskolában, mint például egy beszámoló az iskolai fotós klubról a The Brentwoodianben, 1962-ben, vagy álhíradásai a Broadsheet nevű iskolai lapban, melynek szerkesztője Paul Neil Milne Johnstone volt, aki később karakterként szerepelt a Galaxis útikalauzban. Egyszer a Broadsheet borítóját is megtervezte, és egy levele, valamint egy rövid története megjelent az országos The Eagle-ben, a fiúknak szóló képregénysorozatban 1965-ben. Egy jól sikerült, vallási költészetről szóló esszé kapcsán, amelynek témája a Beatles és William Blake volt, elnyert egy helyet a St John’s College-ban, Cambridge-ben, angol szakon 1971-ben. A valódi ok azonban, amiért Cambridge-be jelentkezett, hogy csatlakozhasson a Cambridge Footlights klubhoz, mely egy tanulókból álló, meghívásos dráma-kör volt, egyben a melegágya sok Anglia-szerte híres komikusnak. Elsőre nem választották be, ahogy azt ő szerette volna, ezért írni és szerepelni kezdett az általa, továbbá Will Adams és Martin Smith által alkotott „Adams-Smith-Adams” csoportban, és kitartása eredményeként taggá válhatott a Footlightsban 1973-ra. A nagyon kevés munka ellenére – saját bevallása szerint összesen három esszét produkált három év alatt – 1974-ben B.A.-ként végzett angol irodalom szakon.

## Írói munkássága
Néhány korai munkája megjelent a Footlights Revue-ben a BBC2 televízióban 1974-ben. A műsor élő változata a londoni West End-en került bemutatásra, ahol Graham Chapman, a Monty Python tagja felfigyelt Adamsre. Rövid írói együttműködésbe kezdtek, Adamst pedig a Repülő Cirkusz utolsó epizódjában látható Betegnyúzás című jelenetben szerzőként is feltüntették. A jelenetben egy ember keresi fel az orvost, mert egy nővér hasba szúrta, az orvos viszont nem hajlandó addig ellátni, amíg ki nem tölt egy rakás értelmetlen formanyomtatványt (ezt később a Galaxis útikalauz stopposoknak című művébe is beleszőtte: a Vogonok ugyanis megszállottjai a papírmunkának). Adams egy jelenettel a Gyalog galopp című filmhez is hozzájárult. A Repülő Cirkusz negyedik szériájában két villanásnyi szerepe is volt: a 42. rész elején egy orvosi maszkot visel (a felirat szerint ő dr. Emile Koning) és egy pár gumikesztyűt húz fel, mialatt Michael Palin újabb és újabb szereplőket mutat be, ami miatt a jelenet sosem kezdődik el. A 44. rész (Mr. Neutron) elején középkorú háziasszonynak öltözve látható, aki egy rakétát rak egy ócskavas-kereskedő kocsijára. Emellett Adams és Chapman a Monty Python-csoporton kívül is együtt dolgozott, melynek egyik legismertebb példája az 1975-ös Out of the Trees. (lásd: Monty Python)
Adams néhány korai rádiós munkája közt említhetők a The Burkiss Way szkeccsek, 1977-ben, és a The News Huddlines. Ismét csak Graham Chapmannel írt egy folytatást a Doctor in the House sorozathoz, az 1977. február 20-i Doctor on the Gót.
Minthogy nehezen tudott pénzt csinálni vicceiből és történeteiből, egy sor különleges munkát vállalt, mint kórházi mindenes, istállóépítő és csirkeól-takarító. Volt biztonsági őr egy katari családnál, akik az olajból gazdagodtak meg.
1979-ben Adams és John Lloyd két félórás epizódot hozott össze a Doctor Snuggleshoz, a „The Remarkable Fidgety River” és „The Great Disappearing Mistery” címűeket (7. és 12. epizód). John Lloyd társszerzője volt az eredeti rádiós Galaxis útikalauz két részének is (ötödik, hatodik epizód) valamint Az élet értelme és Az élet mélyebb értelme novelláknak. Lloyd és Adams együtt dolgoztak a Guinness Rekordok Könyvén alapuló sci-fi vígjáték-projekten, melyben John Cleese alakította volna az ENSZ főtitkárát, és egy versengésről szólt volna az ufók és az emberek közt, ahol az ufók legyőzik az embereket atlétikában, az emberek viszont győznek minden „abszurd” rekord kategóriában. Az ötlet sosem valósult meg.
Az Galaxis útikalauz első sikeres rádiós sorozata után Adamset a BBC rádió producerévé tették, dolgozott a Week Ending című műsoron, és egy pantomimon, melynek címe Black Cinderella Two Goes East. Hat hónap után feladta ezt az állást, amikor a Ki vagy, doki?-n kezdett dolgozni.

## Művei

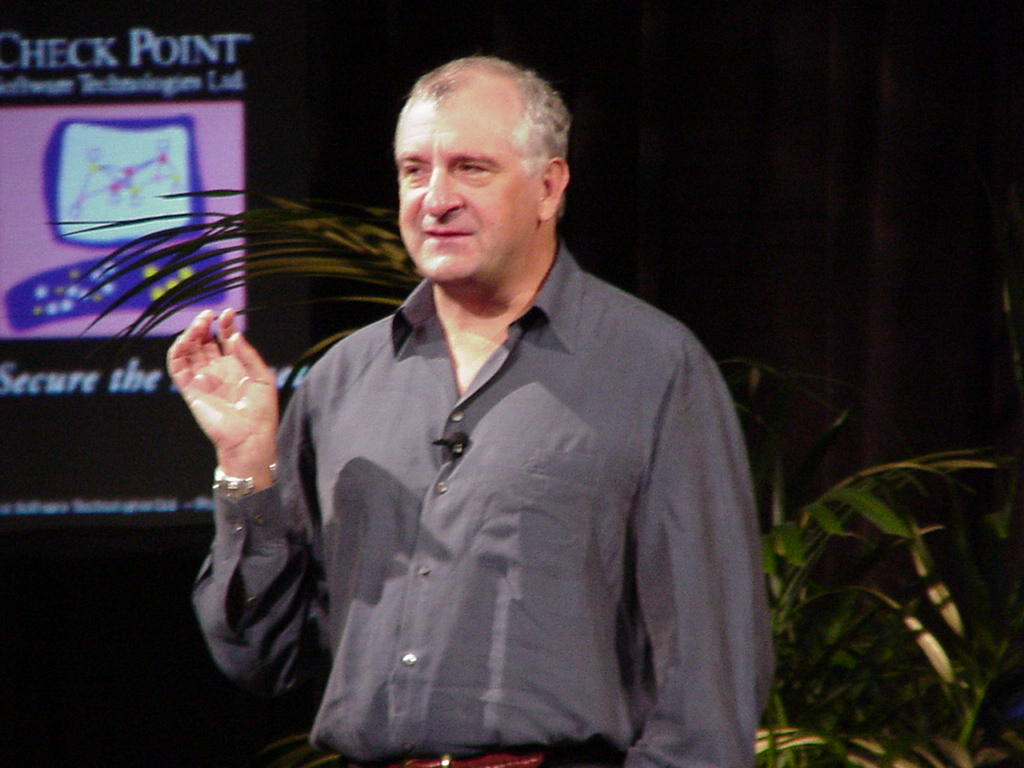
Douglas Adams 2000 márciusában

### Galaxis-trilógia
- Galaxis útikalauz stopposoknak (1978)
  - rádiójáték (1979)
  - regény (1981)
- Vendéglő a világ végén (1980)
- Az élet, a világmindenség, meg minden (1982)
- Viszlát, és kösz a halakat! (1984)
- Jobbára ártalmatlan (1992)

### Dirk Gently-történetek
- Dirk Gently holisztikus nyomozóirodája (1987)
- A lélek hosszú, sötét teadélutánja (1988)
- A kétség lazaca (2002)

### Társszerzemények
- Az Élet értelme (1984) John Lloyddal
- Az Élet mélyebb értelme (1990) John Lloyddal
- Utoljára látható (1990) Mark Carwardine-nal
- The Utterly Utterly Merry Comic Relief Christmas Book (1986)
- Ifjú Zaphod biztosra megy

### CD-ROM
- Titanic csillaghajó (1998)

## Magyarul
- Galaxis. Útikalauz stopposoknak. Tudományos fantasztikus regény; ford. Molnár István; Kozmosz Könyvek, Bp, 1987 (Kozmosz fantasztikus könyvek)
- Vendéglő a világ végén; ford. Nagy Sándor; Móra, Bp., 1992 (A sci-fi mesterei)
- Dirk Gently holisztikus nyomozóirodája; ford. Gieler Gyöngyi; Új Vénusz, Bp., 1993
- Az élet, a világmindenség, meg minden. A Galaxis útikalauz stopposoknak harmadik része; ford. Kollárik Péter; Új Vénusz, Bp., 1993 (Science fiction)
- Viszlát, és kösz a halakat!; ford. Németh Attila; N&N, Bp., 1997 (Möbius)
- Jobbára ártalmatlan; ford. Kollárik Péter; N&N, Bp., 1998 (Möbius)
- Viszlát, és kösz a halakat!; ford. Németh Attila; bőv. kiad.; N&N, Bp., 1999 (Möbius)
- Jobbára ártalmatlan; ford. Kollárik Péter; 2. jav. kiad.; N&N, Bp., 2000 (Möbius)
- A lélek hosszú, sötét teadélutánja; ford. Kollárik Péter; N&N, Bp., 2000 (Möbius)
- A kétség lazaca. Egy utolsó stoppolás a Galaxisban; ford. Gedeon Béla; Gabo, Bp., 2002

### Folytatások, társszerzős művek
- Douglas Adams–Mark Carwardine: Utoljára látható; ford. Gedeon Béla; Gabo, Bp., 2000
- Eoin Colfer: Ja, és még valami... Douglas Adams Galaxis útikalauz stopposoknak trilógiájának hatodik része; ford. Pék Zoltán; Gabo, Bp., 2010
- Gareth Roberts: Shada. Douglas Adams elveszett Ki vagy, Doki?-epizódjai alapján; ford. F. Nagy Piroska; Gabo, Bp., 2013
- James Goss–Douglas Adams: A halál városa; David Fischer alapján; ford. Beke Zsolt; Gabo, Bp., 2015

## Fordítás
- Ez a szócikk részben vagy egészben  a   Douglas Adams című angol Wikipédia-szócikk ezen változatának fordításán alapul.  Az eredeti cikk szerkesztőit annak laptörténete sorolja fel. Ez a jelzés csupán a megfogalmazás eredetét és a szerzői jogokat jelzi, nem szolgál a cikkben szereplő információk forrásmegjelöléseként.